# Convento das Mercês (Funchal)

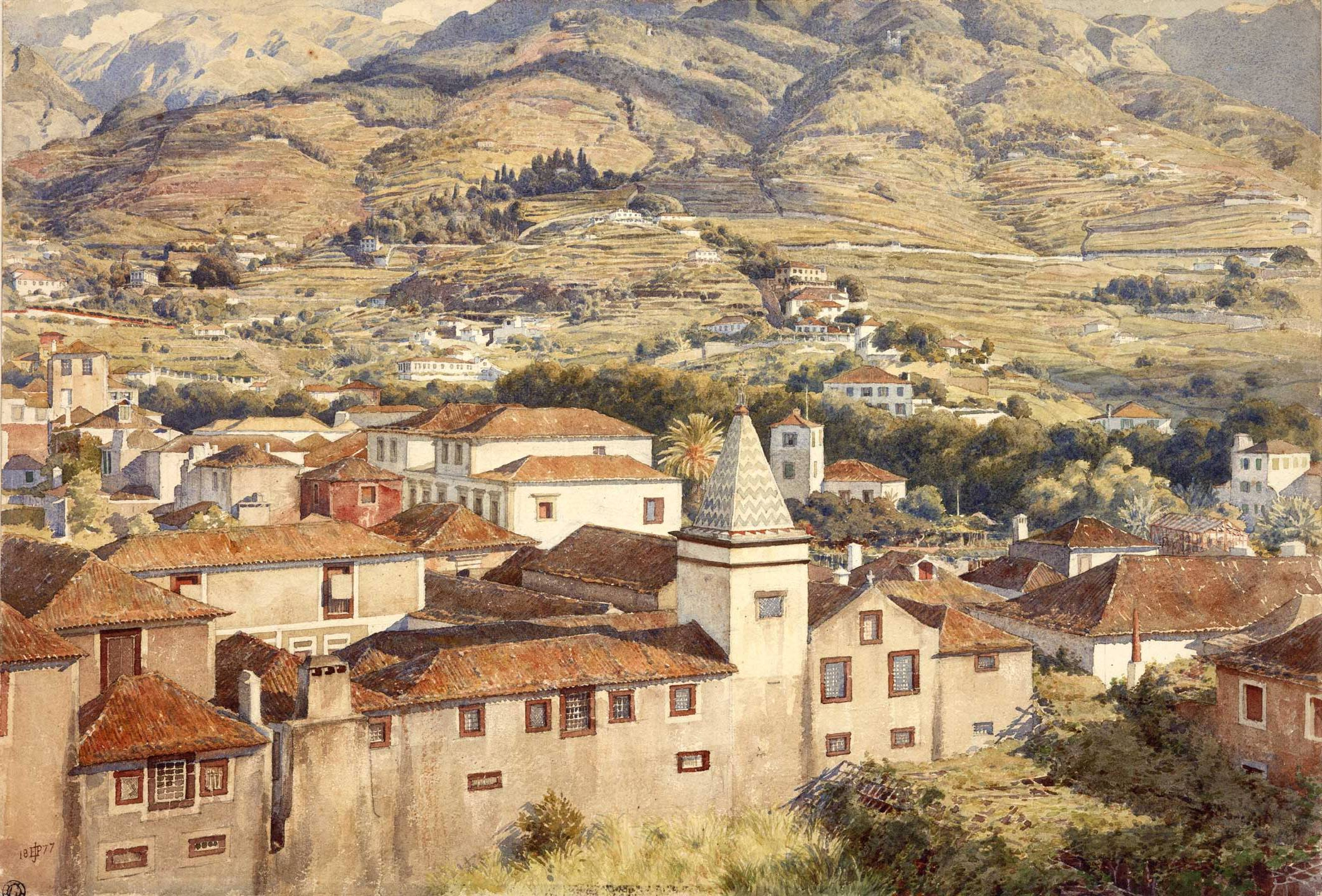
Na vista a partir da torre do Hotel Reids Santa Clara, destaca-se o Convento das Mercês (demolido cerca de 1910) e a Rua das Mercês com mansões e casas nobres. Ao longe, a Igreja de Nossa Senhora do Monte e a Ribeira de Santa Luzia.

O Convento das Mercês foi um convento de clarissas situado na rua das Mercês, na cidade e concelho do Funchal, na ilha da Madeira, em Portugal.
O convento começou como uma capela, dedicada a Nossa Senhora das Mercês, passando posteriormente a ser utilizado como edifício de recolhimento para jovens raparigas.
Os seus fundadores foram Gaspar Berenguer de Andrade e D. Isabel de França Andrade em 1654.
Em 1658, foi transformada numa casa de recolhimento de carácter religioso, onde as jovens raparigas recolhidas tinham de seguir regras ou estatutos estabelecidos pelas casas monásticas.
Em 1663, através de alvará régio e confirmado no ano de 1665 pelo Papa Alexandre VII o Convento das Mercês passou de edifício de recolhimento religioso e elevou-se ao estatuto de Mosteiro da primeira ordem de Santa Clara ou da Regra da Terceira Ordem de S. Francisco.
Foi concedido ao fundador do Convento das Mercês o estatuto de padroeiro deste convento, contemplando-lhe um valor de cento e sessenta mil réis por ano.
Existiram algumas religiosas que alcançaram um grau elevado de virtude, destacando-se a Madre Brites da Paixão e a Madre Virgínia Brites da Paixão.
O edifício sofreu várias reparações importantes no século XVIII entre os anos de 1746 e 1752, que resultaram num gasto monetário de 1.200$000 réis e no final do século XIX no ano de 1895.
O Convento foi demolido no ano de 1911